# Sd.Kfz. 165 Hummel
El Sd.Kfz. 165 Hummel (borinot en alemany) fou una peça d'artilleria autopropulsada de 150 mm basada en el xassís del Geschützwagen III/IV. Va ser utilitzada per la Wehrmacht alemanya des del 1943 fins al final de la Segona Guerra Mundial. La seva designació completa és Panzerfeldhaubitze 18M auf Geschützwagen III/IV (Sf) Hummel, Sd.Kfz. 165. El 27 de febrer de 1944, però, Adolf Hitler va ordenar que es deixés d'utilitzar el nom "Hummel", perquè era inapropiat per a un vehicle de combat.

## Desenvolupament

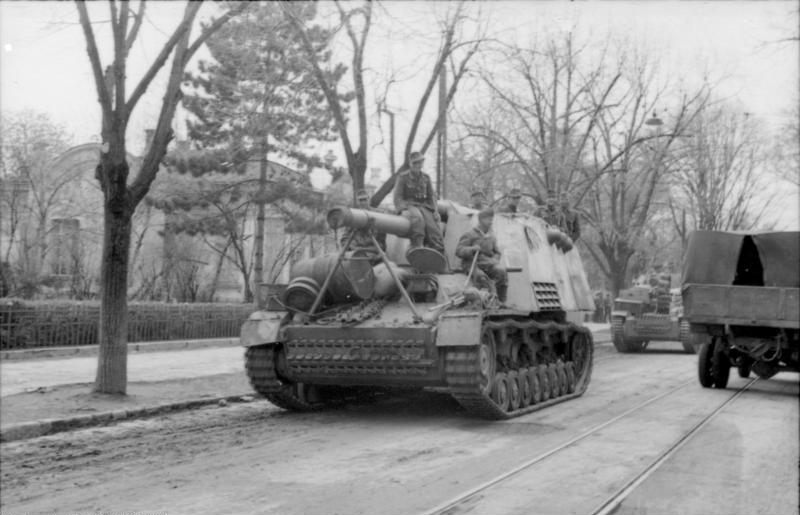
Hummel travessant un poble rus.

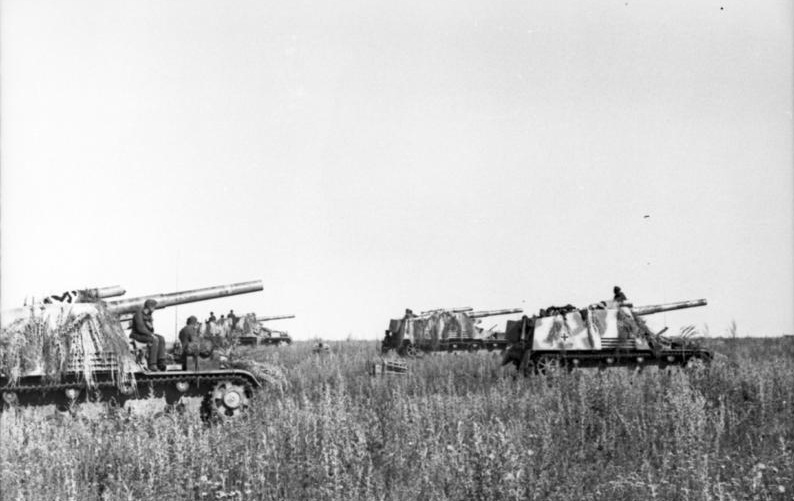
Bateria de Hummel a punt de disparar.

El Hummel fou dissenyat el 1942 a causa de la necessitat de proporcionar un bon suport d'artilleria autopropulsada a les divisions Panzer. Això es va fer patent a la invasió de Rússia, on els vehicles utilitzats per cobrir aquest rol eren insuficients. La primera opció considerada va ser la de muntar un obús 10,5 cm leFH 18 de 105 mm en el xassís del Panzer III, però la idea es va descartar en favor de col·locar el mateix canó en un Panzer IV. Un prototip d'aquest últim disseny va ser construït. Aquest, però, també va ser rebutjat. Al final, es va decidir per un obús 15 cm sFH 18 L/30 de 150 mm en un xassís especialment dissenyat (el Geschützwagen III/IV), que incorporava elements tant del Panzer III (conducció) com del Panzer IV (transmissió i motor).
El vehicle tenia un compartiment obert pel damunt on estava tant l'obús com la tripulació. Per fer lloc per aquest compartiment, el motor estava situat al centre del tanc. Els seus principals desavantatges estructurals eren la falta de blindatge (menys de 50 mm a qualsevol punt) i el que estigués obert per damunt, cosa que el feia vulnerable davant atacs aeris o morters. Això, però, no era un problema greu, ja que el Hummel fou concebut per romandre a la rereguarda del cos principal. Així i tot, les inclemències del clima eren un obstacle important per les tripulacions del tanc. Per altra banda, el seu canó era fix, per tant, per apuntar s'havia de moure tot el tanc. A més, la seva capacitat de munició era molt limitada (només 18 projectils per l'arma principal), de manera que havia de ser reaprovisionat constantment durant la batalla.

## Història

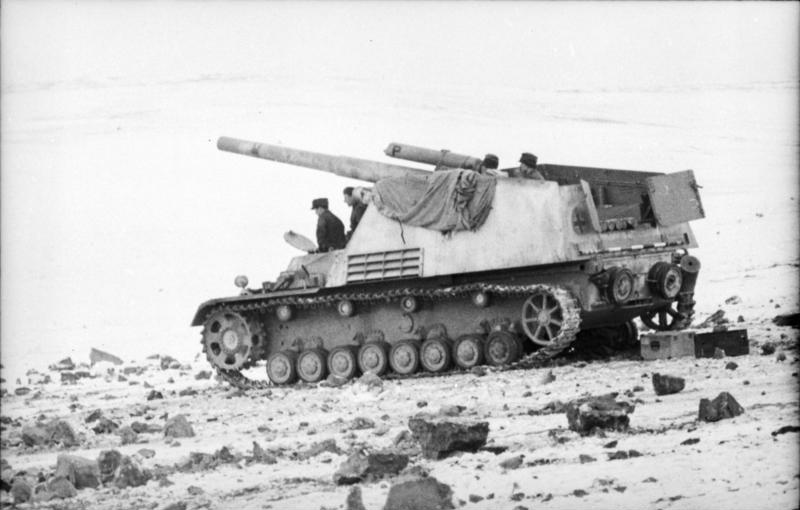
Hummel a Rússia.

Fins a l'any 1943, les divisions Panzer de la Wehrmacht no disposaven d'artilleria autopropulsada com a tal. Tot hi que la idea d'aquestes divisions blindades incloïa un fort suport d'artilleria mòbil, aquest rol era cobert per camions i semi-erugues que remolcaven peces d'artilleria convencionals. Per tant, la seva mobilitat era inferior a la de la resta de tancs. A més, trigaven molt de temps a ésser operatius, ja que per disparar s'havia de desenganxar el canó, posar-lo en posició i calçar-lo a terra. Això era especialment feixuc en terrenys difícils, especialment en fang o neu, i per tant, a Rússia. Va ser a causa de les dificultats del terreny rus que es van dissenyar la majoria de peces d'artilleria autopropulsada alemanyes, entre elles el Hummel, com a suport pesat, i el Wespe, més lleuger. Aquest vehicles podien igualar la velocitat de la resta de tancs i disparar immediatament sense necessitat de muntar el canó.
El Hummel va ser dissenyat l'any 1942, però no es va començar a produir en massa fins un any després. La seva primera intervenció a la guerra va ser a la batalla de Kursk. A partir d'aquí, la seva popularitat va anar en augment, i va esdevenir el nucli de les unitats d'artilleria autopropulsada alemanyes, arribant a formar unitats separades d'artilleria de sis tancs i un transport de munició. Mai hi va haver, però, prou unitats com per cobrir la demanda. En total es van construir 714.

## Variants

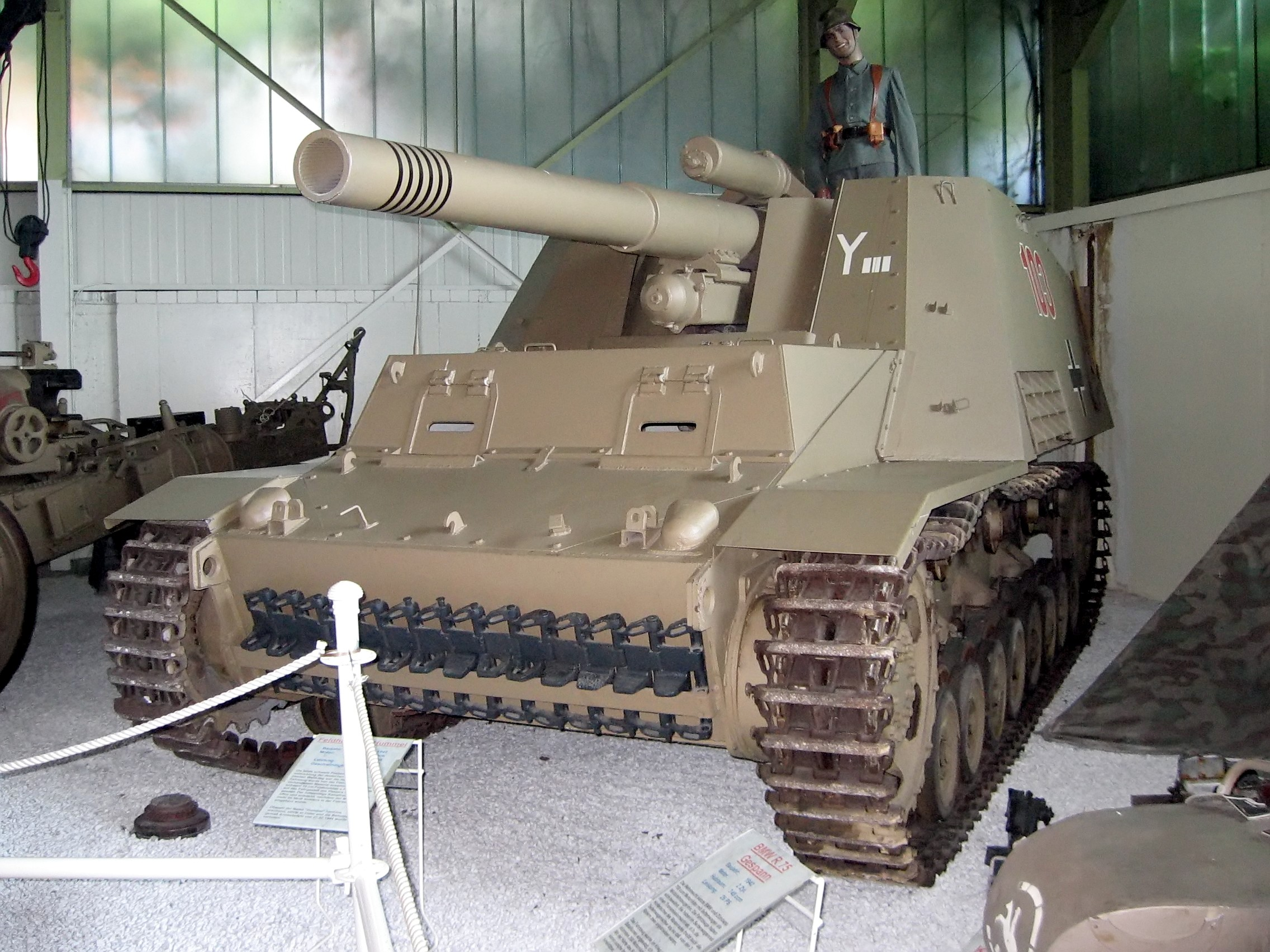
Hummel al Auto & Technik Museum

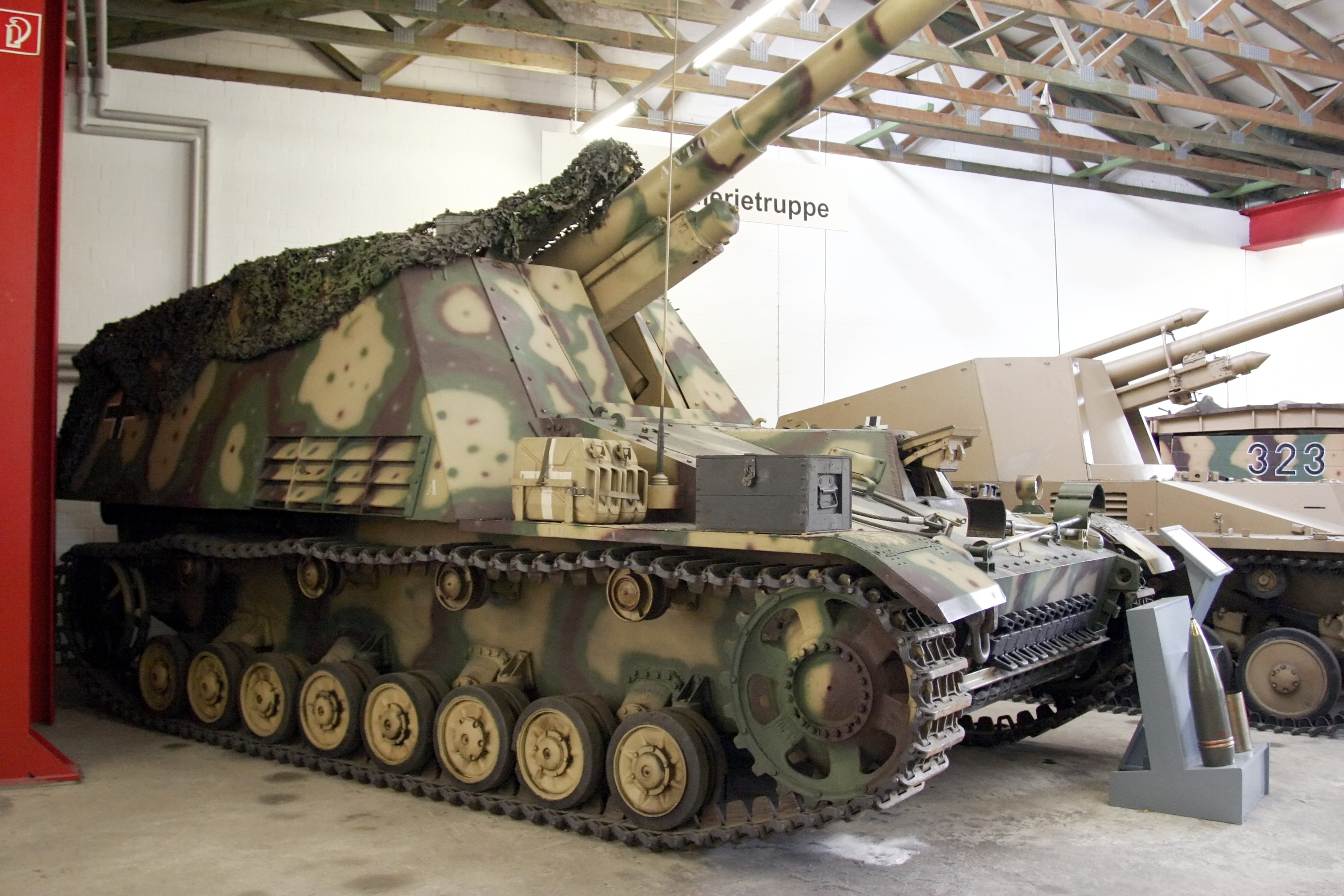
Hummel al Deutsches Panzermuseum

Només hi ha una variant del Hummel, el Munitionsträger Hummel, un transport de munició sense armament. La munició emprada pel Hummel era l'estàndard del FH 18, amb un pes aproximat de 50 quilograms. Degut a això, la seva capacitat era molt limitada. Per solucionar aquest problema es va fer aquesta versió del Hummel amb el propòsit d'actuar com a transport de munició per a la resta. En total se'n van construir 150. El Munitionsträger Hummel era molt semblant al Hummel fins al punt que se li podia muntar un canó fins i tot enmig d'una batalla.

## Vehicles supervivents
Actualment hi ha 5 Hummel supervivents. Es poden veure al Deutsches Panzermuseum, a Munster, al Wehrtechnisché Studiensammlung, a Koblenz, a l'Auto & Technik Museum, a Sinsheim, al Musée des Blindés a Saumur i al Fort Sill Field Artillery Museum, a Fort Sill.